# CF Industries
CF Industries Holdings, Inc. — північноамериканський виробник та дистриб'ютор сільськогосподарських добрив. Базується у Діерфілді, штат Іллінойс, передмістя Чикаго.

## Історія
Компанія була заснована в 1946 році як центральна фермерська компанія, федерація регіональних сільськогосподарських кооперативів.
Із 2008 року акції CF Industries були включені в S&P 500 індекс.
У 2013 році компанія Mosaic погодилася купити фосфатний бізнес CF Industries за 1,4 мільярда доларів готівкою.
У 2014 році Yara International оголосила, що в розмовах з CF Industries про можливе злиття, укладена угода на суму понад 27 мільярдів доларів.
1 липня 2015 року CF Industries оголошує про угоду придбання решти 50 % акцій в GrowHow від Yara за 580 мільйонів доларів.
6 серпня 2015 року CF Industries оголосила, що вона об'єднується з OCI N.V.'s European, North American та Global Distribution businesses за 8 мільярдів доларів. Об'єднана компанія буде домінувати у Великій Британії, і буде використовувати назву CF Industries.
31 травня 2016 року, CF Industries оголосила про припинення співпраці з European, North American and Global Distribution businesses.

## Дочірні компанії
Основна операційна дочірня компанія — CF Industries, Inc.